# Czapskipaleis
Het Czapskipaleis (Pools: Pałac Czapskich), in het verleden ook wel Krasiński-, Sieniawski- of Raczyńskipaleis, is een paleis in de Poolse hoofdstad Warschau. Het is gebouwd in de rococostijl en staat tegenover de universiteit van Warschau. In het paleis woonden verschillende historische personen.
In 1947 kwam het gebouw in handen van de Academie voor Schone Kunsten, die er sinds 1985 ook een museum heeft. In het zuidelijke gedeelte van het paleis is op de tweede verdieping sinds 1960 de Salon Chopin ingericht, met allerlei meubilair en memorabilia die herinneren aan zijn werk en leven.

## Geschiedenis
Het paleis was in vroeger tijden bekend onder de naam Krasiński, niet te verwarren met een ander paleis in Warschau dat zo heet. Verder stond het bekend onder de namen Sieniawski- en Raczyńskipaleis. Het is eigendom geweest van de families Radziwiłł, Radziejowski, Zamoyski en Czartoryski.
De bouw werd rond 1686 gestart in opdracht van aartsbisschop Michael Stephan Radziejowski naar het ontwerp van de Nederlandse architect Tielman van Gameren. Het paleis wisselde minstens tien maal van eigenaar.
Tussen 1712 en 1721 werd het verbouwd door Agostino Locci and Kacper Bażanka. Het verkreeg het rococokarakter tussen 1752 en 1765 toen het paleis eigendom was van de familie Czapski. In die tijd werd de ingang aan de Krakowskie Przedmieście gedecoreerd met adelaars en allegorische figuren uit de vier jaargetijden.
Een bewoner van het paleis was Stanisław Małachowski, de maarschalk van Sejm die in 1791 de grondwet schreef, als eerste in Europa en als tweede in de wereld. Van 1808 tot 1826 woonde de kunstenaar Zygmunt Vogel hier. Hij was gespecialiseerd in aquarellen en tekeningen en was hoogleraar aan de faculteit voor schone kunsten aan de universiteit van Warschau.

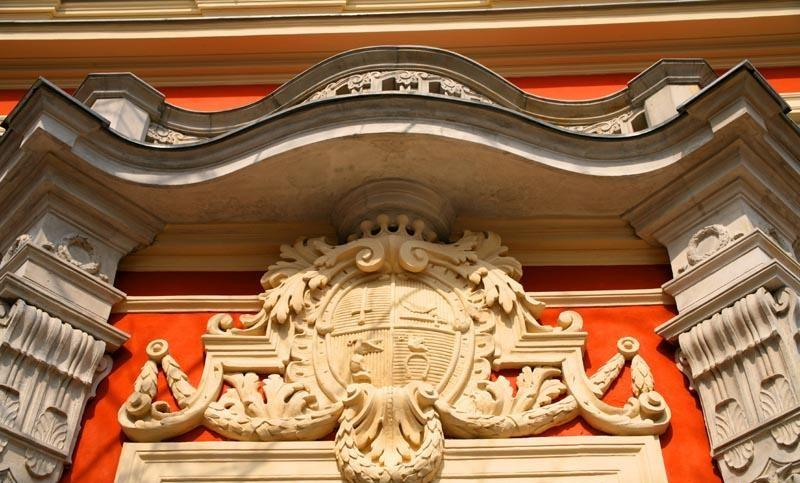
Krasiński-wapen boven de ingang

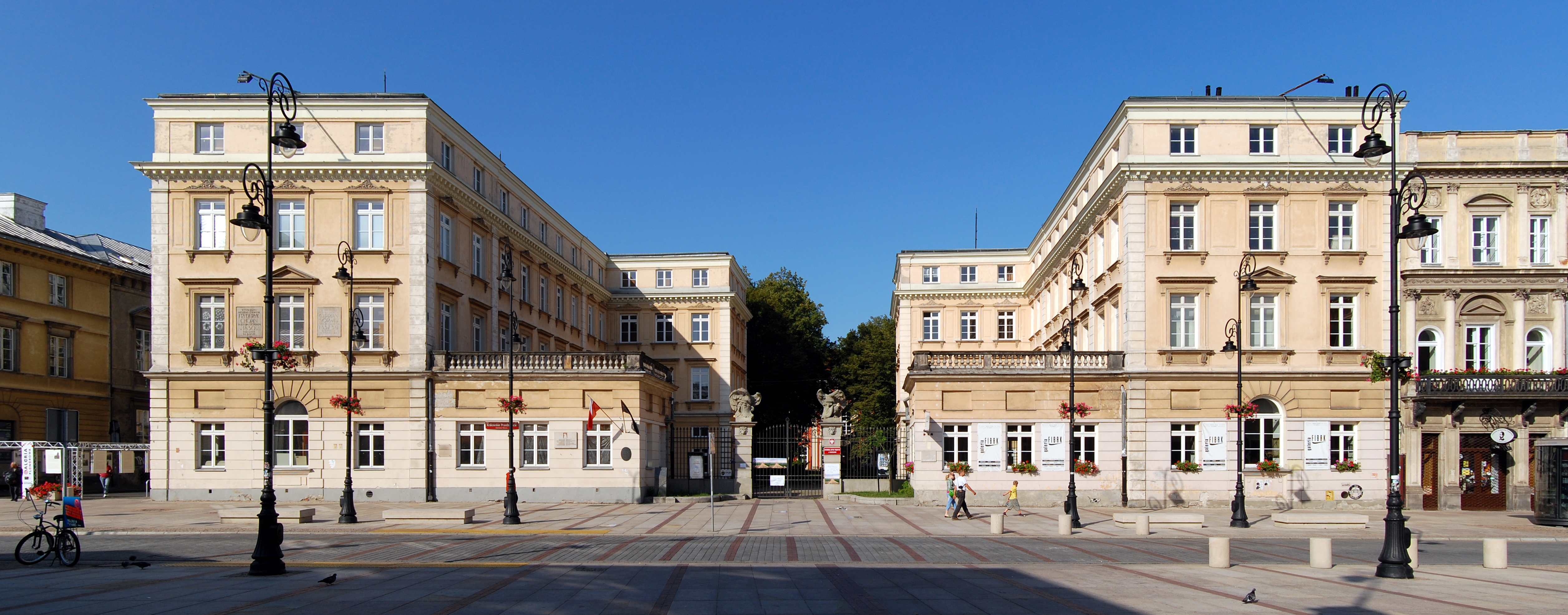
Vooraanzicht

In de eerste helft van de 19e eeuw kwam het in handen van Wincenty Krasiński. Hier werd zijn zoon in 1812 geboren, de later dichter Zygmunt Krasiński. Van 1827 tot 1830 woonde de familie Chopin hier. Hun zoon, de componist Frédéric Chopin, vertrok hier in 1829 en keerde hier door de Russische inval niet meer terug. Van 1837 tot 1839 had de dichter Cyprian Norwid hier zijn woning. Van 1851 tot 1852 werd het paleis verbouwd door Enrico Marconi.
Van 1909 tot 1939 was het paleis eigendom van Edward Bernard Raczyński. In dat jaar brak de Tweede Wereldoorlog uit en werd het paleis bestookt door de Duitse artillerie. Hierdoor gingen kostbare schilderijen en boeken verloren. Tussen 1948 en 1959 werd het paleis gerenoveerd, waarna het door de Academie voor Schone Kunsten in gebruik werd genomen. Raczyński was van 1979 tot 1986 president van de Poolse regering in ballingschap.